# Халиков, Магомедвели Джаврудинович
Магомедвели Джаврудинович Халиков (22 апреля 1992, с. Ашар, Курахский район, Дагестан, Россия) — российский армрестлер, а в прошлом боксёр, чемпион России по армрестлингу. Многократный чемпион Дагестана, также является сотрудником спецподразделения «Гром» Министерства внутренних дел по Республике Дагестан.

## Спортивная карьера
Является воспитанником махачкалинской СШОР им. Али Алиева, тренируется под руководством Гасана Алибекова. Также является чемпионом Дагестана по боксу, кандидат в мастера спорта по боксу. 6 августа 2014 года ему было присвоено звание мастер спорта России по армспорту. 29 января 2023 года в Махачкале, во дворце спорта Дагестанского государственного педагогического университета стал 11-кратным чемпионом Дагестана. В середине апреля 2023 года стал победителем на чемпионате России в городе Орле в весовой категории до 110 кг, набрав в сумме 34 очка, первое место на левой руке, третье на правой, и опередив по меньшему весу Адама Баркинхоева. В начале июля 2023 года в селе дагестанском Леваши победил на культурно-спортивном фестивале по национальным видам спорта памяти Магомедали Магомедова

## Личная жизнь
Уроженец села Ашар Курахского района. По национальности — лезгин. Является выпускником факультета таможенного дела и судебной экспертизы Дагестанского государственного технического университета.